# روبرت سنكلير ماكاي
روبرت سنكلير ماكاي (بالإنجليزية: Robert Sinclair MacKay)‏ هو رياضياتي بريطاني، ولد في 4 يوليو 1956 في كارشالتون في المملكة المتحدة.